# Publio Cornelio Lentulo Scipione
Publio Cornelio Lentulo Scipione (in latino: Publius Cornelius Lentulus Scipio; 15 a.C. circa – dopo il 47) è stato un magistrato romano, console dell'Impero romano.

## Biografia
Appartenente alla illustre gens Cornelia, e in particolare all'importante ramo dei Cornelii Lentuli, Scipione era figlio dell'omonimo console del 2, il quale sembra essere stato adottato da Publio Cornelio Scipione, console del 16 a.C. Suoi fratelli forse furono Publio Cornelio Scipione Orestino, attestato solo epigraficamente, e Cornelia Orestina, forse la seconda moglie di Caligola, che nel 37 la portò via il giorno delle di lei nozze con Gaio Calpurnio Pisone per poi ripudiarla poco dopo.
La prima carica a noi nota della carriera di Scipione è quella di pretore dell'erario, ricoperta nel 15: come pretore, Scipione organizzò, insieme al collega Quinto Pompeo Macro, dei ludi Victoriae Caesaris, in cui vi furono corse di cavalli.
Poco dopo, tra 21 e 23, Scipione ricoprì la carica di legato di legione - il primo caso attestato di un nobile in questa carica -, comandando la legio VIIII Hispana sotto l'allora proconsole d'Africa Quinto Giunio Bleso: Tacito testimonia nel 22 l'azione di Scipione alla testa di una delle tre colonne in cui Bleso divise l'esercito nella guerra contro Tacfarinas, la quale colonna avrebbe dovuto contrastare gli attacchi dei ribelli nella zona di Lepcis Magna. I buoni risultati di Scipione contribuirono al momentaneo scacco dei ribelli, e al conferimento a Bleso del titolo di imperator.
La vicinanza di Tiberio ai Cornelii e le imprese belliche di Scipione lo promossero al consolato, che egli ricoprì come suffetto per il secondo semestre del 24 insieme a Gaio Calpurnio Aviola, sostituendo Servio Cornelio Cetego e Lucio Visellio Varrone.
Con ogni probabilità Scipione era compreso tra gli Scipioni che Tacito afferma sostennero con molta gravità le proposte di damnatio memoriae contro la moglie di Druso minore, Livilla, e di passaggio del patrimonio di Seiano da aerarium a fiscus nel 32.
L'ultima carica nota di Scipione è il suo proconsolato d'Asia: un tempo collocato tra 36 e 37, una recente iscrizione da Hierocaesarea in Lidia ha permesso di datarlo, invece, sotto il principato di Claudio, con ogni probabilità tra 41 e 42. Un'iscrizione dalla città di Smirne lo onora come evergete della città per eredità dai suoi antenati.
Inoltre, Scipione divenne, in un momento non databile della sua carriera, membro del collegio dei pontifices e dei fetiales.
L'ultima attestazione a noi nota di Scipione si data al 47. Sua moglie, la bella Poppea Sabina, incorse nella gelosia della moglie di Claudio, Messalina, che provvide ad incriminarla per adulterio con il potente consolare Decimo Valerio Asiatico e che, infine, spinse al suicidio: Scipione dovette con grande tatto destreggiarsi tra la sbadataggine del princeps, che, ignaro delle trame della moglie, gli chiese perché Poppea non fosse venuta a cena con Scipione nella casa imperiale - al che egli rispose semplicemente che la moglie era morta, senza dire per mano di chi -, e la malizia del senato, che chiese il suo parere sull'intera questione al momento della concessione di onori a chi aveva contribuito alla morte di Poppea. Tacito, ammirato, scrive che
(Tacito, Annales, XI, 4, 3 [trad. Bianca Ceva, BUR])
Con ogni probabilità non fu lui, ma il figlio, a proporre, nel 52, la concessione di immensi onori a Pallante, liberto di Claudio, proposta che del resto mal si concilierebbe con il suo elegans temperamentum mostrato nel 47; del resto, Cassio Dione cita, tra le famiglie che nel 59 si umiliavano partecipando agli spettacoli neroniani sul palcoscenico, nel Circo e nel teatro per le esercitazioni di caccia, proprio gli Scipioni, sicuramente i figli del console del 24.
Di Scipione sono ricostruibili due matrimoni. Dal primo, con una ignota, egli ebbe Publio Cornelio (Lentulo?) Scipione, che probabilmente propose gli onori a Pallante nel 52 e che divenne console ordinario nel 56; dal secondo, con Poppea Sabina (figlia del console ordinario del 9 Gaio Poppeo Sabino, amicus di Tiberio, ed ex-moglie di Tito Ollio, seguace di Seiano ucciso nel 31, da cui aveva avuto la futura moglie di Nerone, Poppea Sabina), ebbe, evidentemente durante il suo proconsolato in Asia nel 41/42, Publio Cornelio Scipione Asiatico, console suffetto negli ultimi mesi del 68.